# Tympanis ligustri
Tympanis ligustri är en svampart som beskrevs av Tul. & C. Tul. 1865. Tympanis ligustri ingår i släktet tuvskålar och familjen Helotiaceae.   Inga underarter finns listade i Catalogue of Life.